# Rogeria micromma
Rogeria micromma är en myrart som beskrevs av Kempf 1961. Rogeria micromma ingår i släktet Rogeria och familjen myror. Inga underarter finns listade i Catalogue of Life.